# Pahet
Pahet (p3ḫ.t) az ókori egyiptomi vallás egyik istennője. Vad, vérszomjas oroszlánistennő, neve jelentése: „aki karmol” vagy „aki széttép”. A középbirodalom óta ismert, a Koporsószövegek éles karmú éjszakai vadászként említik. Nevezték a vádi bejárata istennőjének is, ami talán arra utal, hogy az oroszlánok gyakran jártak inni a sivatag szélén fekvő területekre.
Párja Hórusz egy megjelenése volt. Pahetet gyakran azonosították más istennőkkel, Ízisszel, Szahmettel, Werethekauval, de Hathor félelmetes oldalát is jelképezte.

## Ikonográfiája
Ritkán ábrázolják, többnyire oroszlánfejű nőalakként. Az amuletteken gyakran ábrázolt, megkötözött foglyok fölé tornyosuló oroszlánistennő valószínűleg ő. Amulettjei védelmező és termékenységet biztosító funkciót tölthettek be.

## Kultuszhelye
Kultusza a Középbirodalom óta ismert, főleg a közép-egyiptomi Beni Haszán környékén tisztelték. A Hatsepszut és III. Thotmesz idejében itt épült Szpeosz Artemidosz templom (görög neve, „Artemisz barlangja” arra az istennőre utal, akivel a görögök vadász jellege miatt azonosították) az ő számára épült. A Későkorban szent macskák temetője terült el körülötte.